# 三ノ公川トガサワラ原始林
- 三之公川トガサワラ原始林

三ノ公川トガサワラ原始林（）は、奈良県吉野郡川上村神之谷にある国の天然記念物に指定されたトガサワラの原始林である。

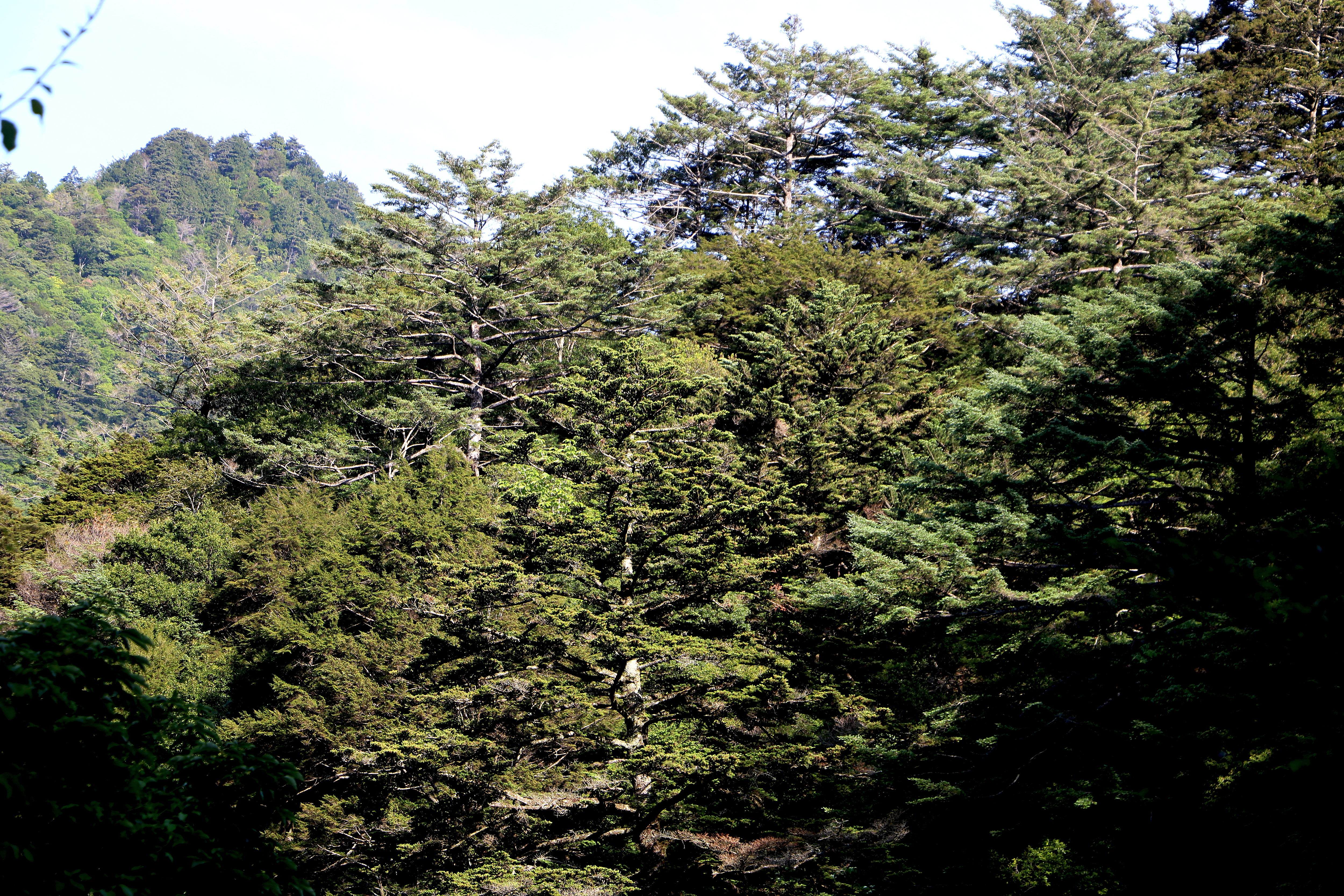
三ノ公川トガサワラ原始林。2023年5月11日撮影。

トガサワラ（栂椹、学名：Pseudotsuga japonica）は、マツ科トガサワラ属の日本固有種の常緑針葉樹で、全世界に4種あるトガサワラ属の中で最も分布域が狭く、日本の紀伊半島と四国南東部の一部地域にのみ分布が限られている。このうち奈良県と三重県にまたがる台高山脈から大台ヶ原山へかけた山岳地帯はトガサワラの自生個体が多い地域で、本記事で解説する三之公川の自生地は、鬱蒼とした原始林の残る急峻な山腹斜面に生育良好なトガサワラが多数点在しており、希少種として学術的な価値が高いことに加え、その保全の必要があることから、1929年（昭和4年）12月17日に国の天然記念物に指定された。
指定範囲の面積は10ヘクタールであり、所有者は川上村村内で古くから林業を営む川喜田林業である。また、文化庁が認定した日本の文化遺産保護制度の、日本遺産「〜美林連なる造林発祥の地"吉野"〜」の構成文化財のひとつにも登録されている。

## 解説

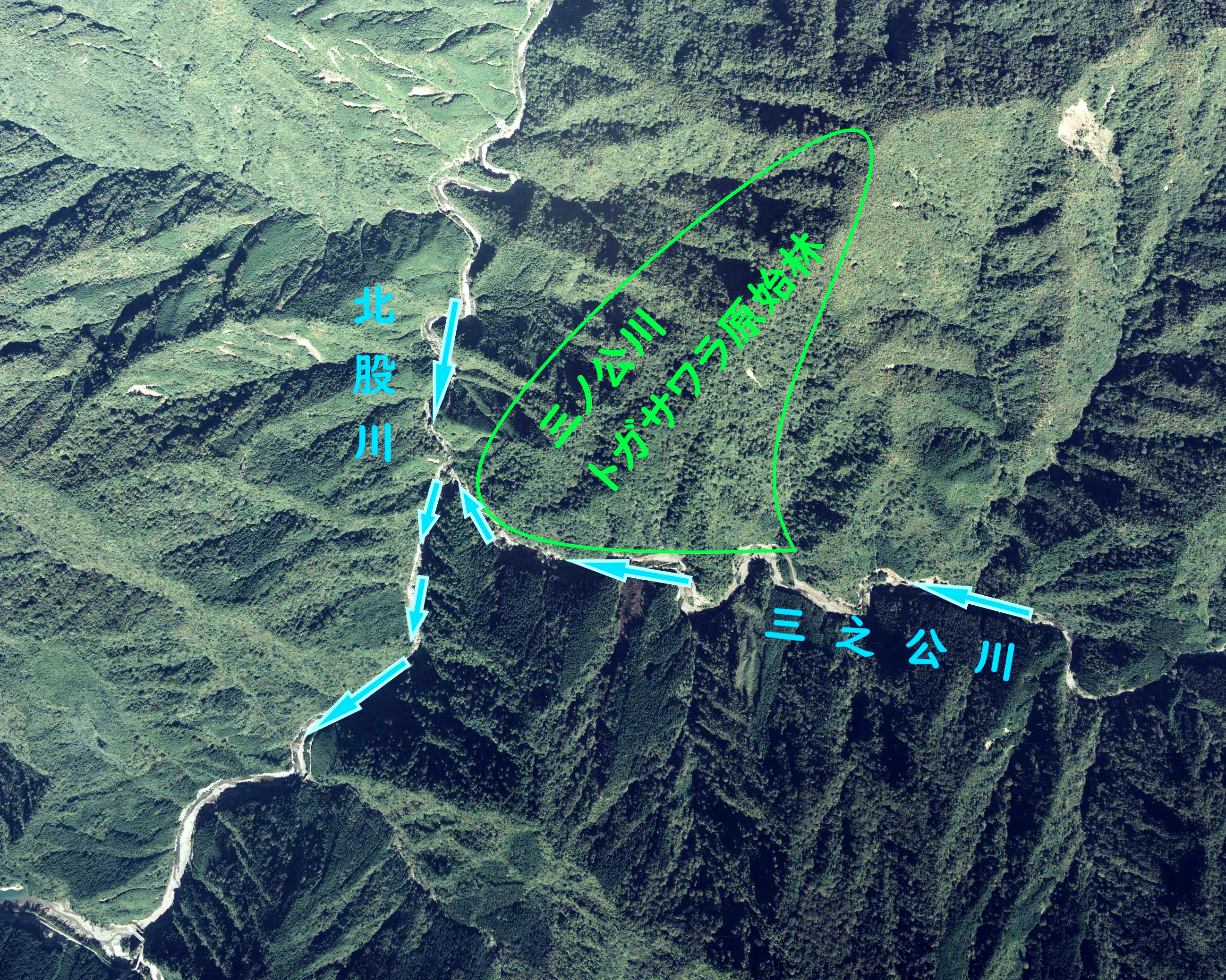
三ノ公川トガサワラ原始林周辺の空中写真。。1976年10月3日撮影。

三ノ公川トガサワラ原始林のある吉野郡川上村は、奈良県南東部を占める山岳地帯にあり、古くから吉野林業で知られる林業で栄えた紀の川（吉野川）源流域の広大な森林が広がっている。国の天然記念物に指定されたトガサワラの原始林は川上村の中でも奥深い吉野川の最上流部に所在しており、大迫ダムから入之波（）温泉を経て、吉野川支流の北股川の深い峡谷をさらに遡ると、左岸側（東側）から流れ込む三之公川との合流点に辿り着く。三之公川は三重県との県境を成す台高山脈から奈良県側に流れ下る渓谷で、北股川と三之公川に挟まれた険しい尾根上にトガサワラの原始林が残されている。
トガサワラは樹木学者の白沢保美が、帝国大学農科大学林学科を卒業する前年の1893年（明治26年）7月、紀伊半島東岸の尾鷲から紀伊山地を北西側へ横断する形で今日の川上村大滝地区へ通り抜けた際に、尾鷲の土井八郎兵衛が所有する山林内で発見したもので、白沢は研究の末にこれをツガ属の新種と認定し、1895年（明治28年）発行の『植物学雑誌第九巻』に（学名：Tsuga japonica Shirasawa）として詳細を発表した。トガサワラという和名は現地で白沢が聞いた北牟婁郡での本樹種の方言名であるという。その後、白沢自身により現在のトガサワラ属へ属籍が変更され、Pseudotsuga japonica Beisenとして1900年（明治33年）に農商務省山林局発行の『日本森林樹木図譜』に収載された。
本記事で解説する三ノ公川トガサワラ原始林が国の天然記念物に指定された経緯は、植物学者の本田正次による現地調査とその報告によるものである。本田は内務省天然紀念物調査臨時嘱託として、1928年（昭和3年）8月11日と12日の2日間を掛けて現地調査を行っている。昭和初期当時の吉野川上流部は交通事情が悪く、本田は吉野鉄道大和上市駅（現、近畿日本鉄道吉野線の同駅）から、用意された乗用車に乗車し2時間をかけて入之波温泉へ到着、そこからさらに約2里（約8キロメートル）を歩いて北股川と三之公川の合流地点まで達している。
現地調査には奈良県史蹟名勝天然紀念物調査員の岡本勇治が同行し、北股川と三之公川に挟まれた急峻な斜面に、トガサワラが密生して自生することを確認し、複数の個体に対して幹囲の測定を行った。それによれば平均1.6メートルの幹囲のものが主体で、試しに幹囲1メートルの個体の年輪を調べると、樹齢は約250年であった。本田らは三之公川を遡った右岸の通称カラ谷という小さな沢筋西側の急峻な大尾根を登り調査を続け、標高670メートル前後にトガサワラが最も多く生育し幹囲も2メートル超の太さとなり、標高720メートル付近には幹囲2.7メートルに達するものがあって、おそらく当地で最大のものであろうと本田は指摘している。一方で、さらに上方の標高約900メートル超の高い場所になるとトガサワラの自生は見られなくなった。
これらの調査により、この一帯のトガサワラの自生が集中する範囲は、東側を前述の大尾根、西側を三ノ公川と北股川との間の尾根とに挟まれ、南側の麓は三之公川の峡谷、北側（最上部）は前述した2つの尾根の交合点の標高890メートルを囲んだ内側であり、この直角三角形形状の範囲を天然記念物に指定するよう『天然紀念物調査報告 植物之部 第八輯』へ本田は報告し、保存の要件として区域内の植物類全ての採取を禁じ、人工物の設置、失火による山火事の警戒などを留意することが付け加えられた。こうして当地のトガサワラの自生地は三ノ公川トガサワラ原始林の名称で1929年（昭和4年）12月17日に国の天然記念物に指定された。1989年（平成元年）3月に発行された『川上村史 通史編』や1995年（平成7年）発行の『日本の天然記念物』（講談社）によれば、指定範囲は標高450メートルから730メートルの間の21.67ヘクタールであるが、国土交通省の自然環境資源保全活用型地域活性化モデルでの指定面積は10ヘクタールである。
トガサワラの個体数が最も多いのは、三ノ公川の指定地から南東方向へ約5.5キロメートルのところにある、同じ川上村内の三十三荷（）と呼ばれる大台ケ原山北面の山腹である。三十三荷は吉野川最上流部の本沢川の筏場から大台ケ原山への登山道に沿った場所で、トガサワラの巨樹が多く見られるが、周辺は植林が進んでいるためトガサワラの天然更新には不適となっている。三ノ公川トガサワラ原始林の個体は三十三荷と比較すると、幹が細く胸の高さでの幹径の平均値は36センチメートルである。また、厳密な意味での純林ではなく、植生学的にはトガサワラを伴うツガ林である。一般的にトガサワラは日当たりのよい場所を好む陽樹であり、指定地内での極相における樹高の高い個体が枯死した倒木の跡地が、トガサワラの後継樹にとって格好の生育環境となっており、当地の急峻な地形と露岩や急崖が多いことも、トガサワラの天然更新に適した要因となっている。

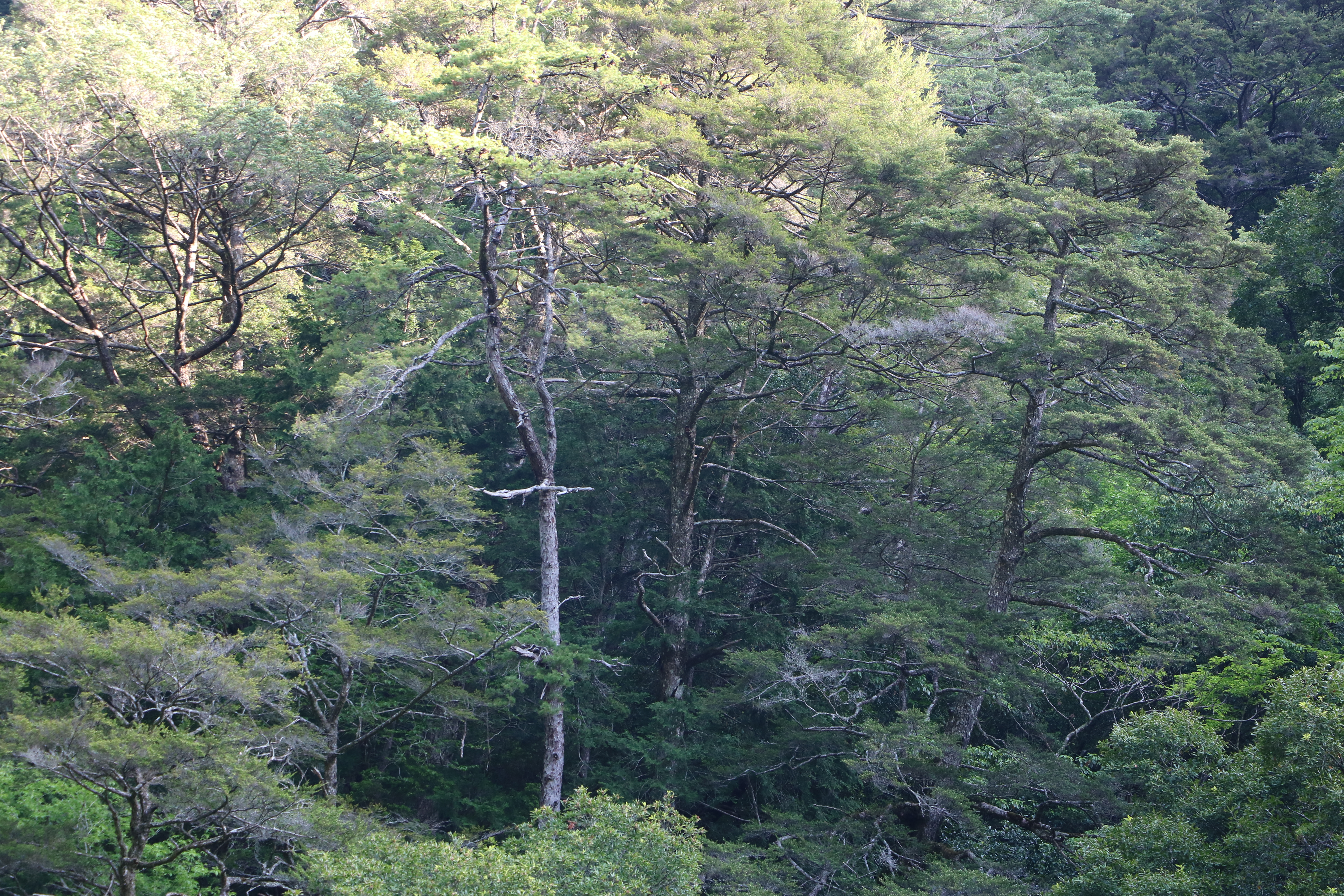
三ノ公川トガサワラ原始林。
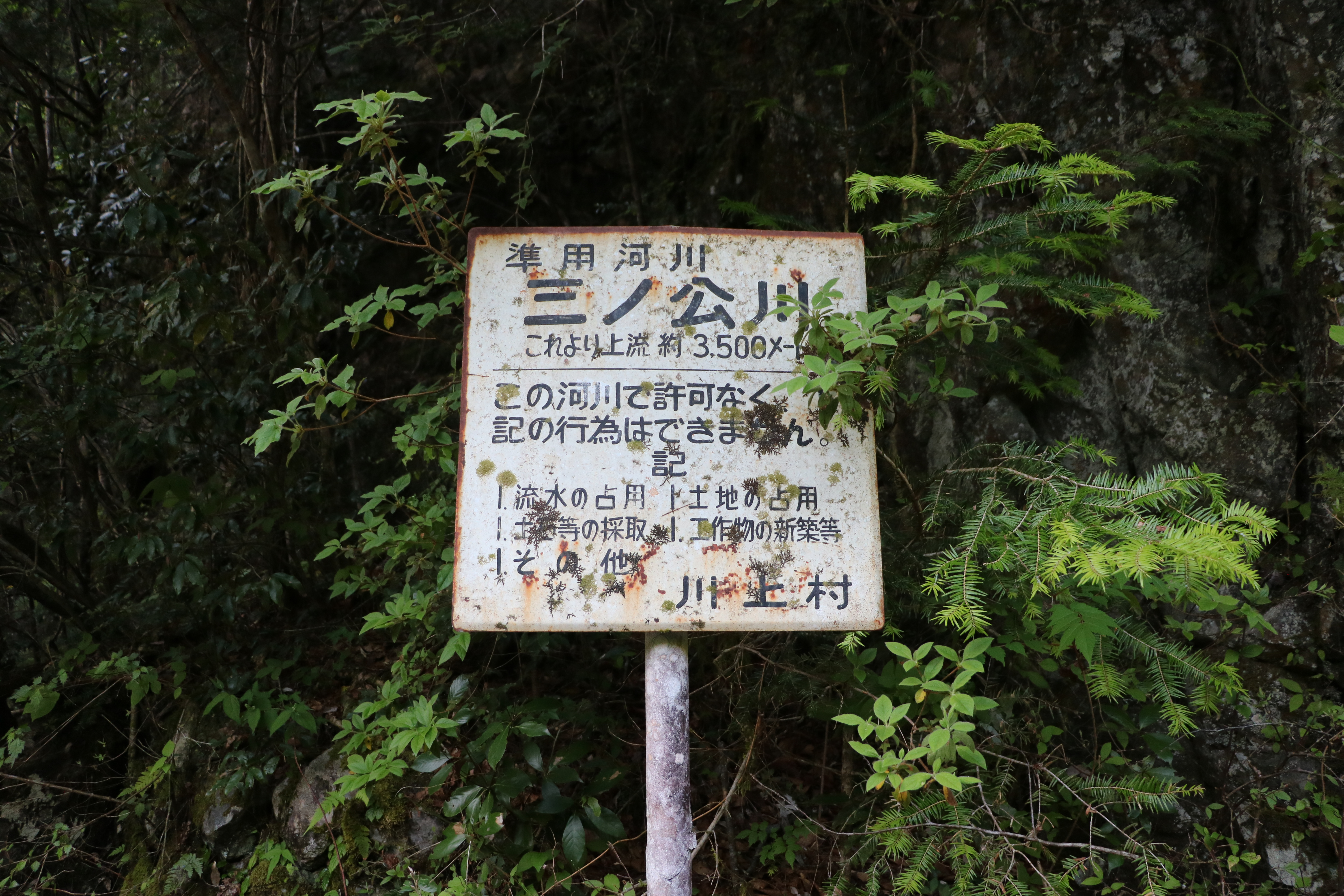
三ノ公川の準用河川標識。
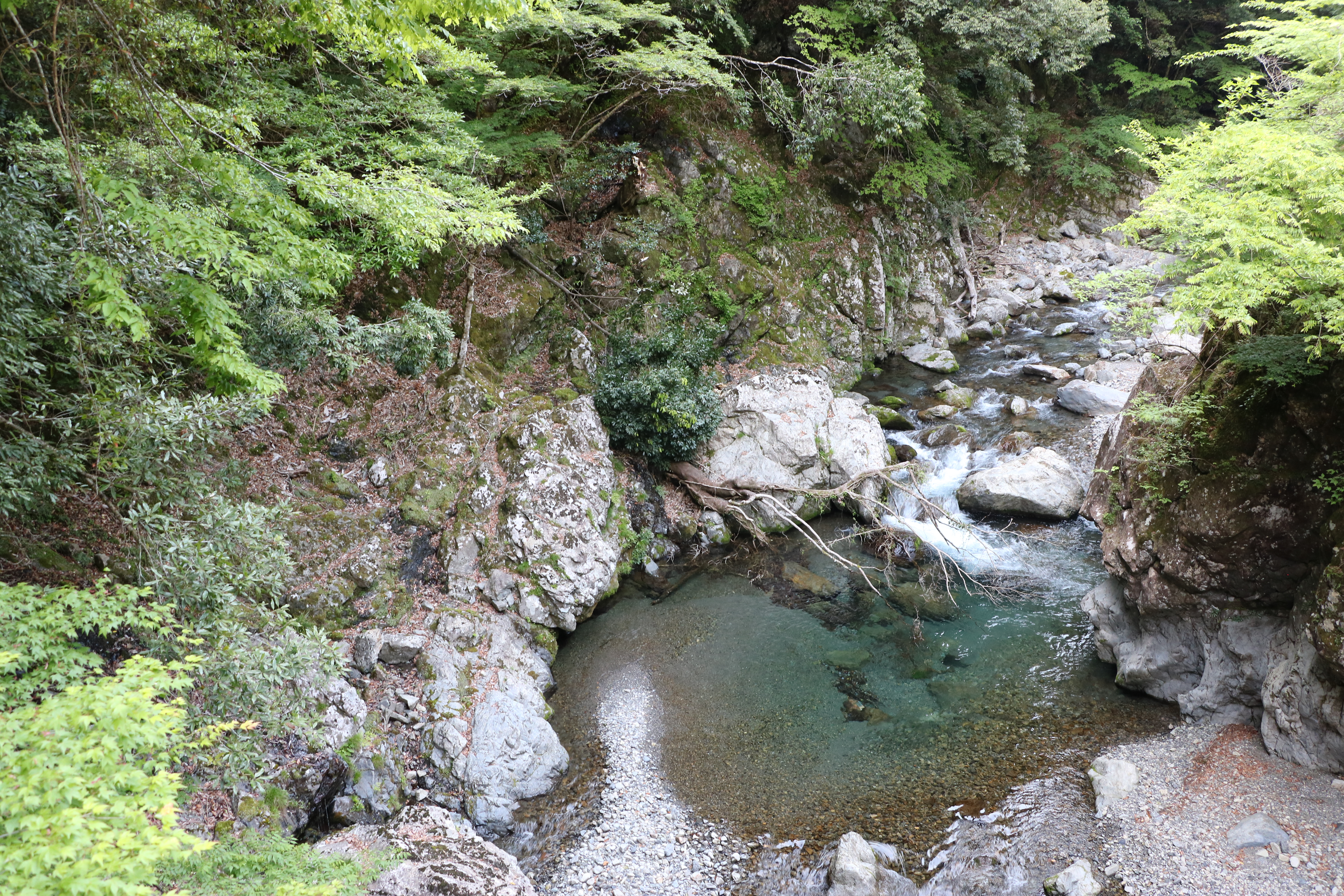
上流方向を撮影した三ノ公川。左側がトガサワラ原始林の指定地。

## 交通アクセス
所在地
- 奈良県吉野郡川上村神之谷字三之公429-2番地[9]。

交通
- ここでは入之波温泉山鳩湯への公共交通機関を示す。指定地のトガサワラ原始林は入之波温泉より約8キロメートル。
  - 近畿日本鉄道大和八木駅または大和上市駅から、路線バスで道の駅杉の湯 川上下車乗り換え 入之波行き終点下車[26]。
  - 最寄りの自動車専用道路出入口[27]。
西名阪自動車道郡山インターチェンジ (奈良県)から車で約1時間30分（約65km）
南阪奈道路葛城インターチェンジから車で約1時間20分（約58km）